# Marija Voroncovová
Marija Vladimirovna Voroncovová (rusky Мария Владимировна Воронцова‎; * 28. dubna 1985 Leningrad), známá také jako Maria Faassen, je ruská dětská endokrinoložka. Narodila se jako nejstarší dítě ruského prezidenta Vladimira Putina a jeho manželky Ljudmily Putinové. Je členkou akademického senátu Lomonosovovy univerzity.
Od dubna 2022 je kvůli ruské invazi na Ukrajinu pod sankcemi Spojených států, všech zemí EU, Spojeného království a řady dalších zemí.

## Mládí
Marija Putinová se narodila v Leningradě (dnes Petrohrad) jako nejstarší dítě Vladimira Putina a Ljudmily Putinové (rozené Škrebněvové). Rané dětství prožila ve východoněmeckých Drážďanech, kde její rodina žila ještě koncem 80. let. Na jaře 1991 se Putinovi vrátili do Leningradu, kde Marija navštěvovala německé gymnázium. Později, během válek gangů, ji a její sestru Jekatěrinu poslal otec do Německa. Jejich opatrovníkem se stal bývalý příslušník Stasi Matthias Warnig, který s jejich otcem pracoval v Drážďanech v rámci buňky KGB.
V roce 1995 hrála na housle na diplomatické snídani pořádané ruským generálním konzulátem v Hamburku. Poté, co se rodina Putinových přestěhovala do Moskvy, začala studovat na Německé škole, která je úzce spojena s německým velvyslanectvím. Tři roky po maturitě nastoupila společně se svou sestrou na univerzitu.

## Soukromý život
Voroncovová se v létě 2008 v nizozemském Wassenaaru provdala za nizozemského podnikatele Jorrita Faassena. Mají spolu syna, který se narodil v srpnu 2012. V roce 2013 žili v penthousu v nejvyšším bytovém domě v nizozemském Voorschotenu. V roce 2014 nizozemští obyvatelé vyzvali k vyhoštění Voroncovové ze země poté, co proruští povstalci sestřelili let Malaysia Airlines 17. V roce 2015 žili manželé v Moskvě. V roce 2022 bylo oznámeno, že manželství bylo rozvedeno.
Voroncovová je vdaná za Jevgenije Nagorného, který pracuje ve společnosti Novatek. Mají spolu syna, který se narodil v dubnu 2017. Od začátku ruské invaze na Ukrajinu v roce 2022 bránil Vladimir Putin Voroncovové v cestách do zahraničí z obavy, že se nevrátí do Ruska.